# Цареборисів
49°10′43.63″ пн. ш. 37°26′23.96″ сх. д. / 49.1787861° пн. ш. 37.4399889° сх. д.

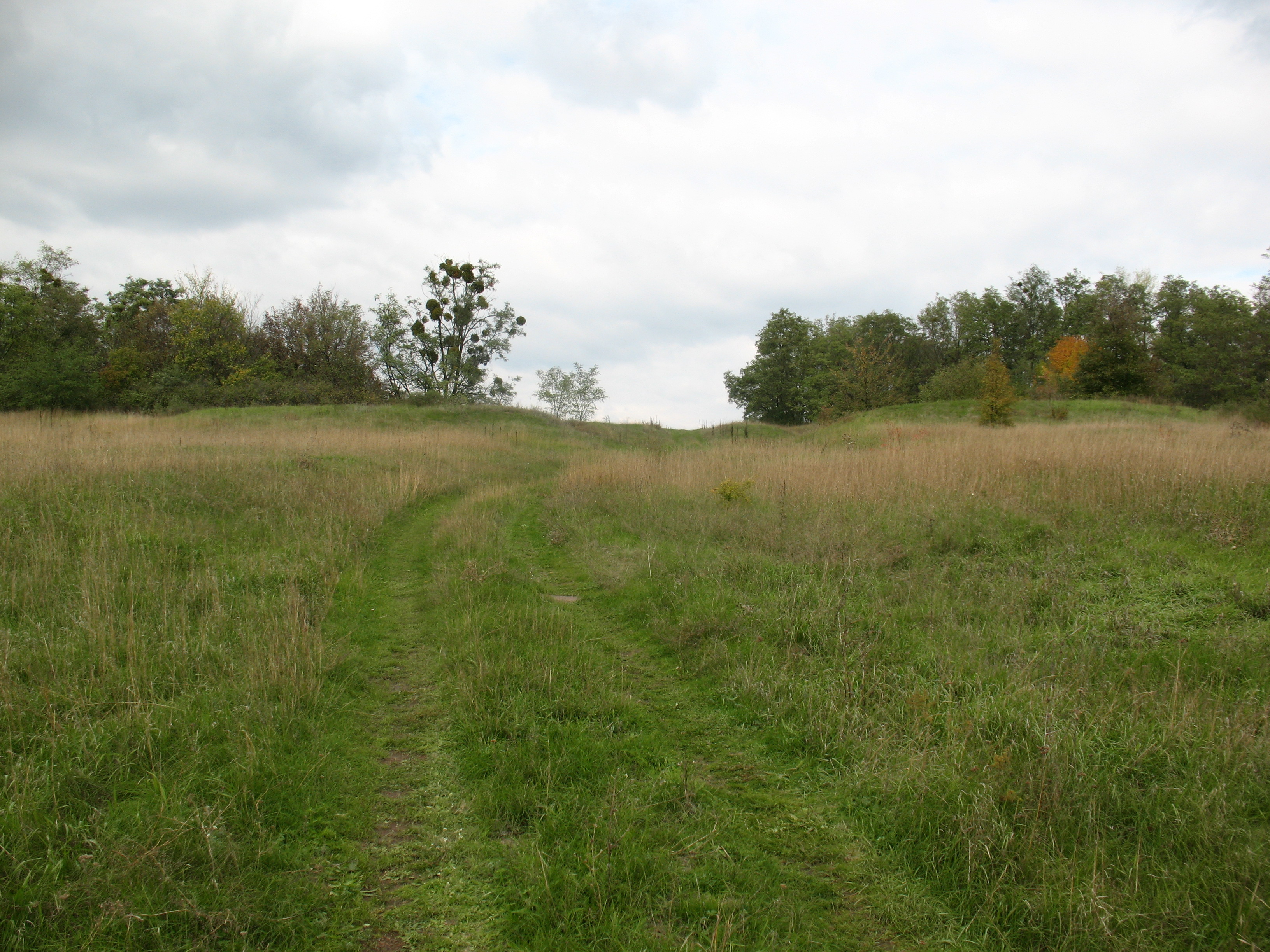
Один з оборонних валів фортеці

Цареборисів (Бори́сів город, Но́вий Царів го́род) — місто Московського царства на місці впадання річки Бахтин у річку Оскіл, що існувало на початку XVII століття. Один з найдавніших населених пунктів Слобідської України. Заснований воєводами Богданом Бєльським і Семеном Алфьоровим у 1599 році за наказом царя Бориса Годунова як одна з головних фортець Московської держави на південних рубежах. Названий на честь царя Бориса Годунова. В умовах Смутного часу переходив на бік Лжедмитрія I (1604), брав участь в повстанні Болотнікова (1606), потім був захоплений Лжепетром (1606). В 1612 році був повністю зруйнований татарами і прийшов в запустіння.
У 1625 році царем Михайлом Федоровичем була зроблена спроба відновлення міста, що не мала успіху. У 1654 році територія в районі міста була заселена черкасами, а фортеця відновлена в 1656 році. Місто пережило деяке відродження в кінці 50-початку 60-х років XVII століття, але після повстань Івана Брюховецького (1668) та Степана Разіна (1670) пережило складні часи і до кінця XVII століття прийшло в занепад і запустіння. В даний час залишки міста представлені Цареборисівським городищем, яке активно досліджується як археологічний пам'ятник.

## Історія

### Заснування

#### Дискусія про дату заснування

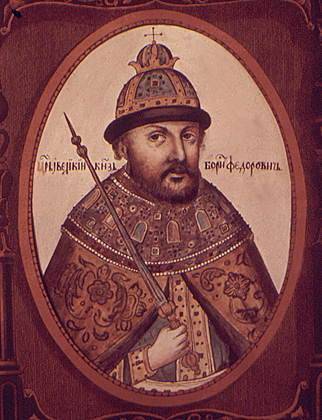
Цар Борис Годунов

Місто Цареборисів на мапі річки Оскіл XVII століття

Щодо дати заснування у дослідників існують деякі розбіжності. На думку ряду російських дослідників XIX століття а, зокрема, церковного історика і богослова Філарета (Гумілевського) та історика Костянтина Щолкова, Царьов-Борисов був заснований в 1598 році

#### Причини заснування міста
Історики основною причиною заснування Цареборисова зазвичай вважають необхідність створення опорних пунктів для станично-сторожової служби в Дикому Полі:12. Серед інших мотивів також називається прагнення пробити коридор до донських козацьких містах південного Дона (перш за все, до Раздорів), щоб відокремити орди, що кочували на схід від Сіверського Дінця від тих, що кочували в Північному Причорномор'ї, не допустити їх об'єднання та перешкодити новим руйнівним вторгненням татар та ногайців в Підмосков'є:85. 
При цьому історик Дмитро Багалій наприкінці XIX століття також писав, що тепер важко зрозуміти мотиви, якими керувався цар Борис при прийнятті рішення про будівництво Цареборисова:43. В одному з істотних джерел з історії Смутного часу, «Новому літописця», зазначалося, що будівництво фортеці пояснюється, перш за все, не стратегічними планами, а бажанням Бориса Годунова вислати подалі від себе свого політичного противника — воєводу Богдана Бєльського, який був призначений на чолі війська, спрямованого на Оскол, і отримав завдання спорудити там оборонну фортецю.

Місто Цареборисів. Малюнок 1679 року